# Sceicco Said
Lo Sceicco Said di Hınıs (in curdo شێخ سەعید‎, Şêx Seîd,; 1865 – 29 giugno 1925) è stato un religioso curdo, principale leader della ribellione curda del 1925 e sceicco della confraternita Naqshbandiyya.

## Biografia
Nacque nel 1865 a Hınıs da una famiglia influente dell'ordine Naqshbandiyya. Aveva cinque fratelli. Durante sua infanzia, la famiglia si stabilì a Hınıs, Erzurum, dove suo nonno era un influente sceicco. Lo sceicco Said studiò religione presso la madrasa guidata da suo padre lo sceicco Mahmud Fevzi e da diversi studiosi islamici della regione. Successivamente fu coinvolto nella tekke locale creata da suo nonno sceicco Ali. Suo nonno era un rispettato capo della comunità religiosa e la sua tomba era visitata da migliaia di pellegrini.
Divenne capo della comunità religiosa dopo la morte del padre. Nel 1907 fece il giro delle vicine province dell'est e stabilì contatti con ufficiali della cavalleria Hamidiye. Esortava i deputati curdi in parlamento a formare un loro partito. Nel 1923, fu avvicinato da Yusuf Zia Bey, che voleva che si unisse all'organizzazione segreta curda Azadî. Divenne il capo dell'Azadî dopo che Zia Bey e Halid Beg Cibran, il capo dell'Azadî, furono denunciati dalla tribù Yormek e arrestati. L'Azadi sarebbe diventata una forza trainante nella ribellione dello sceicco Said che iniziò nel febbraio 1925 e, partendo da Piran, si diffuse presto fino ai dintorni di Diyarbakır. L'esercito turco si oppose allora alla ribellione e fu catturato a metà aprile 1925 dopo essere stato circondato dalle truppe turche. Fu condannato a morte dal Tribunale dell'Indipendenza a Diyarbakır il 28 giugno 1925 e impiccato il giorno successivo a Diyarbakır insieme a 47 dei suoi seguaci. I suoi resti furono sepolti in una fossa comune anonima per impedirne la memoria da parte dei curdi.

## Vita privata
La sua prima moglie fu Amine Hanim, morta durante la guerra russo-turca. La sua seconda moglie era Fatma Hanim, una sorella di Halit Beg Cibran, il capo dell'Azadî.
Suo figlio Abdülhalik morì dopo la sua deportazione in seguito alla ribellione dello sceicco Said. Suo nipote Abdülmelik Fırat divenne deputato della Grande Assemblea Nazionale Turca. Fırat affermò che i suoi antenati non furono coinvolti in politica fino a suo nonno, poiché avevano rapporti cordiali con l'élite ottomana.
L'attrice Belçim Bilgin è la sua pronipote.